# Храм Троицы Живоначальной (Орехово)
Храм Троицы Живоначальной (Свято-Троицкий храм) — православный храм в селе Орехово Касторенского района Курской области. Построен в 1791 году на пожертвования жителей села. Относится к Касторенскому благочинию Щигровской епархии Русской православной церкви.
Охраняется государством как памятник истории и культуры. Является объектом культурного наследия регионального значения.

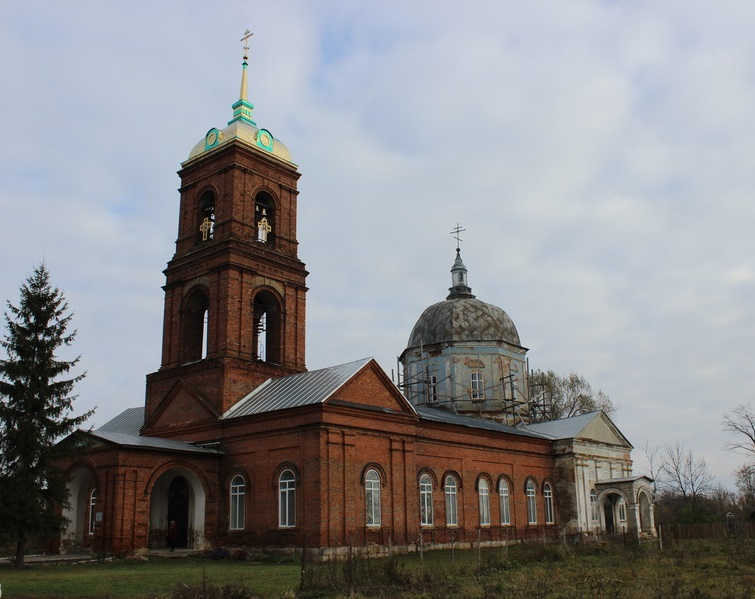
Храм в 2020 году

## История
В 1903 году храм был реконструирован для вмещения большего количества прихожан на пожертвования Михаила Оболонского и Сергея Тарасова.
Во времена ВОВ церковные святыни (в том числе иконостас и иконы) были разобраны и хранились прихожанами. И только к 1949 году были возвращены в храм.
В настоящее время ведётся восстановление храма силами прихожан.

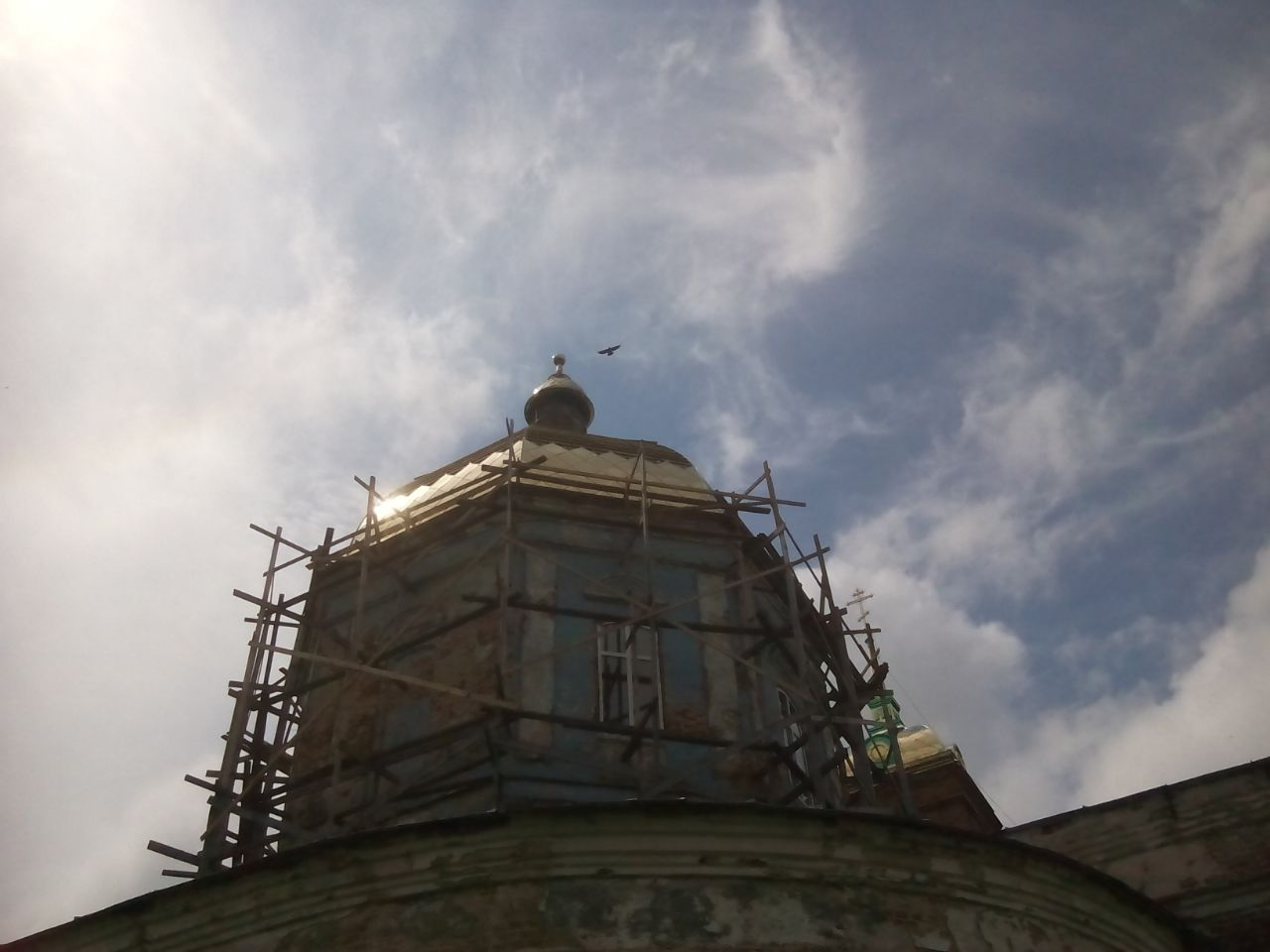
Восстановление купола